# Погорєлка (Єршовська волость)
Погорєлка (рос. Погорелка) — присілок в Псковському районі Псковської області Російської Федерації.
Населення становить 12 осіб. Входить до складу муніципального утворення Єршовська волость.

## Історія
Від 2015 року входить до складу муніципального утворення Єршовська волость.

## Населення
| 2001 | 2002 | 2010 |
| ---- | ---- | ---- |
| 12   | ↗15  | ↘12  |